# Man Made Monster
Man Made Monster – amerykański film grozy z 1941 roku. Tytuł alternatywny: Atomic Monster

## Opis fabuły
Szalony naukowiec zmienia pewnego człowieka w potwora ślepo wykonującego jego rozkazy.

## Obsada
- Lionel Atwill – dr Paul Rigas
- Lon Chaney Jr. – Dan McCormick
- Anne Nagel – June Lawrence
- Frank Albertson – Mark Adams
- Samuel S. Hinds – dr John Lawrence
- William B. Davidson – Ralph Stanley
- Ben Taggart – detektyw
- Constance Bergen – pielęgniarka
- Ivan Miller – lekarz
- Chester Gan – Wong